# Thelnetham
Thelnetham – wieś w Anglii, w hrabstwie Suffolk, w dystrykcie West Suffolk. Leży 37 km na północ od miasta Ipswich i 121 km na północny wschód od Londynu. Miejscowość liczy 230 mieszkańców.